# 霹雳机车
《霹雳机车》是一款由日本物產公司制作的街机游戏。游戏后于1986年移植至FC游戏机。
在游戏中，玩家驾驶着一辆滑翔式的摩托车。游戏目的是撞击别的车手，收集能量模组和收集蓝色搁浅车手。